# Indolestes boninensis
Indolestes boninensis é uma espécie de libelinha da família Lestidae.
É endémica do Japão.